# Šánidar

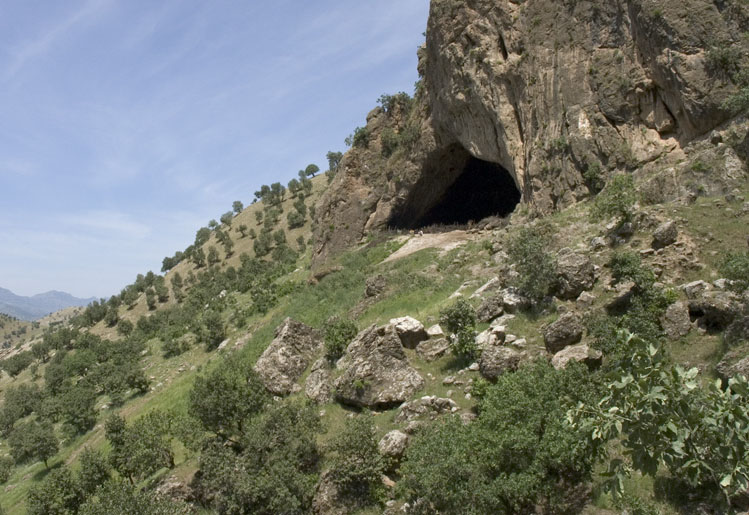
Jeskyně Šánidar

Šánidar je archeologická lokalita v severním Iráku v pohoří Zagros. V letech 1957–1961 v jeskyni Šánidar provedla výkopy americká expedice pod vedením Ralpha Soleckého z Columbia University. Objevila tu nejstarší kostru neandertálce na území Iráku starou 60 až 80 000 let. Zároveň je toto místo významnou lokalitou období protoneolitu.

## Kostry neandertálců
Nakonec tu bylo objeveno celkem devět koster neandertálců z různých období osídlení jeskyně. Mohly by dokládat, že u těchto neandertálců již existovaly pohřební ceremonie a mrtvým bývaly vkládány do hrobu květiny. Tyto kostry jsou označovány jako Šánidar 1 až 9. Nejvýznačnější jsou kostry 1 a 4.
Nejstarší kostrou byla kostra pojmenována archeology jako „Nandy“. Patřila muži ve věku 40–50 let, který byl stižen řadou anomálií. Neměl levou ruku, možná se jednalo o vrozenou vadu. Postiženou měl i levou nohu a musel na ni napadat, na pravé ruce měl několik zhojených zlomenin, těžkou ránu utrpěl do obličeje v oblasti očního důlku, utrpěl zde zlomeninu a jistě pak byl zčásti nebo zcela slepý na levé oko. To, že i takto postižený ještě řadu let žil, dokazuje na sounáležitost neandertálské tlupy.
Další kostry jeví známky pádu ze skály, které byly příčinou úmrtí. Jejich hroby dokazují, že už existoval jistý pohřební ritus s obřadným pochováním, obložením mrtvoly velkými kameny, velkým ohněm a hostinou, o níž svědčí zlomky zvířecích kostí kolem. Významná je v tomto směru kostra Šánidar 4, objevená roku 1960, kdy byla po devíti letech provedena pylová analýza interiéru hrobu. Bylo prokázáno, že zesnulému byly do hrobu dávány četné druhy rostlin s léčebnými účinky (topolovky, starček, hyacint). Nebylo ovšem prokázáno, kdo je tam dával. Kromě pozůstalých jsou silně podezříváni pískomilové a divoké včely. Pokud se jednalo o rodového šamana, jak soudí někteří archeologové, měl asi i v posmrtném životě pečovat o „zdraví“ předků rodu, kteří již odešli na věčnost. Mrtvý byl uložen na levém boku se skrčenýma nohama.

## Protoneolitický Šánidar
Protoneolit začíná v severním Iráku kolem roku 9000 př. n. l. Nejstarší kultura – šánidar-karím-šáhirská – je zde zastoupena významnými nálezy jeskynního sezónního obydlí lidí, jejichž vývoj směřuje od lovecko-sběračského způsobu života k postupnému usazování a vesnicím prvních zemědělců a chovatelů dobytka. Šánadarské nálezy patří archeologické vrstvě B 1. Jestliže v zimě obývali lidé jeskyni v Šánidaru, letní sídliště bylo ve 4 km vzdálené osadě Záví Čemi.
V Šánidaru je nejvýznamnější pohřebiště neolitických lidí. Ve 26 hrobech bylo zde nalezeno v nejvrchnější archeologické vrstvě celkem 35 lidských těl. Postupně byly zkatalogizovány a popsány v knize Ralpha a Rose Soleckých The Proto-Neolithic Cemetery in Shanidar Cave. Nálezy zbytků pohřební výbavy umožnily dát nové pohledy na život lidí 9. tisíciletí př. n. l. Podle Soleckých tato jeskyně dokazuje velký význam oblasti Zagru na vývoj neolitu celého Předního východu.